# Climax (pel·lícula)
Climax és una pel·lícula francesa escrita i dirigida per Gaspar Noé, estrenada l'any 2018. Es va presentar a la Quinzena dels directors del festival de Canes 2018, on rep un important guardó, el premi Art Cinema atorgat per la Confederació internacional dels cinemes d'art i d'assaig (CICAE).
El film barreja el Vogue, el krump i el waacking.

## Argument
L'any 1996, a la crida d'una coreògrafa de renom, un grup de ballarins urbans es troben en un local d'assaig aïllat vora d'un bosc, per un temps de neu. En un món sense telèfon mòbil ni Internet, assagen una última vegada abans d'enlairar-se cap als Estats Units. A la sortida de l'assaig, els ballarins es llancen a una festa per desconnectar. Però molt ràpidament, apareix que algú ha abocat una substància il·lícita a la sangria que bevien. Mentre alguns cauen en una ànsia dansant sense fi, d'altres es submergeixen en la demència i l'horror.

## Repartiment
- Sofia Boutella: Selva
- Romain Guillermic: David
- Souheila Yacoub: Lou
- Kiddy Smile: Daddy
- Claude-Emmanuelle Gajan-Maull: Emmanuelle
- Giselle Palmer: Gazelle
- Taylor Kastle: Taylor
- Thea Carla Schøtt: Psyche
- Sharleen Temple: Ivana
- Lea Vlamos: Lea
- Alaia Alsafir: Alaia
- Kendall Mugler: Rocket
- Lakdhar Dridi: Riley
- Adrien Sissoko: Omar
- Mamadou Bathily: Bats
- Alou Sidibe: Alou
- Ashley Biscette: Ashley
- Mounia Nassangar: Mounia
- Tiphanie Au: Sila
- Sarah Belala: Sara
- Alexandre Moreau: Ciborg
- Naab: Naab
- Strauss Serpent: Strauss
- Vince Galliot Cumant: Tito

## Producció

### Desenvolupament
La pel·lícula es basa en la història real d'un grup de dansa francès dels anys 90 a qui la seva beguda alcohòlica es va barrejar amb LSD després d'una festa; no es van produir més incidents durant l'esdeveniment real, a diferència de la pel·lícula. La idea de fer una pel·lícula basada en la dansa va sorgir a Noé a finals de novembre/desembre de 2017, quan va ser convidat a una sala de ball de vogue de Léa Vlamos (que eventualment formaria part del repartiment de la pel·lícula): "No em podia creure l'energia i la multitud, i llavors vaig pensar que m'encantaria filmar quest tipus de gent. També havia vist aquella pel·lícula de David LaChapelle anomenada Rize, sobre krumping com si estessin posseïts per forces del mal". Tot i que inicialment es va sentir inspirat per fer un pel·lícula documental sobre la dansa, se li va ocórrer la idea de Climax a principis de gener de 2018. Va utilitzar pel·lícules de la dècada de 1970 com a inspiració addicional, com ara El colós en flames, L'aventura del Posidó' ' i Venen de dintre de....
Va afirmar que la pel·lícula tractava "de gent creant alguna cosa junts i fracassant a la segona meitat. És com la història de la Torre de Babel. La humanitat pot crear grans coses. I després amb la influència de alcohol, o algun accident, tot cau […] Recordo quan era adolescent quan tenia 14 anys, feia festes a casa meva. I m'agradava la sangria, era el primer alcohol que vaig beure. No necessites drogues per perdre el control, l'alcohol és més que suficient. He vist tantes baralles relacionades amb l'alcohol: et pot tornar boig." En una altra entrevista, va afirmar que el tema de la pel·lícula era "un grup [de] persones creant alguna cosa junts i després col·lapsant". Noé, que tenia experiència utilitzant LSD, va afirmar que la pel·lícula tractava més sobre l'impacte que la por pot tenir en les persones que no pas sobre l'abús de drogues. També va negar que la pel·lícula tingués cap mena d'agenda moral, assenyalant que "No són necessàriament els més agressius els que són castigats. Es tracta principalment d'una fallida col·lectiva."

### Preproducció
A principis de gener de 2018, Noé va tenir la idea de començar de seguida la producció de Climax i fer la pel·lícula molt més ràpid que en les produccions típiques. Els productors Vincent Maraval (que havia produït les dues pel·lícules anteriors de Noé Enter the Void i Love) i Edouard Weil van estar d'acord, amb la condició que Noé mantingués la producció molt curta i la filmés a un preu barat. Noé va afirmar: "Tot el projecte va ser molt ràpid. Vam començar a fer càsting i a preparar el pel·lícula a principis de gener [de 2018], i estàvem rodant un mes després en una escola abandonada d'un suburbi de París. Va ser el rodatge més alegre i ràpid que he fet mai." Va poder trobar ràpidament un equip, format per persones amb qui havia treballat abans o amb qui volia treballar des de feia temps. La tripulació incloïa el cineatògraf Benoît Debie, l'ajudant de direcció Claire Cobetta i el decorador Jean Rabasse.

### Casting
El casting es va escollir durant el mes de gener de 2018. La majoria estava formada per ballarins sense experiència d'actuació, ja que Noé va trobar el repartiment principalment a sales de ball, batalles de krumping o a internet. Com que el vogue i el krumping són en gran part balls individuals, la majoria del repartiment no tenia experiència ballant com a grup, ni en sincronització. Quan se li va preguntar sobre el procés de càsting de la pel·lícula, en Noé va dir: "Vaig anar a veure algunes sales de ball de moda i batalles de krump, i em va hipnotitzar el seu llenguatge corporal. Aquests nois, que solen ser molt pobres, es converteixen en estrelles a l'escenari una vegada al mes en un sala de ball o en una batalla."
La coreògrafa de la pel·lícula, Nina McNeely, va ser la que va tenir la idea de contractar Sofia Boutella. Els únics membres del repartiment amb experiència d'actuació eren Sofia Boutella i Souheila Yacoub; Boutella havia estat ballarina durant molts anys, tot i que havia deixat de ballar uns quants anys abans, i va acceptar fer-ho de nou per a la pel·lícula. Un dels membres del repartiment era un contorsionista al Congo, de qui Noé havia sentit parlar quan buscava ballarins inusuals, i amb qui es va posar en contacte abans de portar-lo a França. Un agent va plantejar Yacoub quan Noé va demanar una ballarina que fos "capaç de plorar i cridar a petició […] La vaig conèixer i vam fer un càsting ràpid per veure quant podia cridar i ballar... i va ser excel·lent i vaig dir que pots començar dilluns... al principi va pensar que estava fent broma". Va reconèixer que els personatges interpretats per Boutella i Yacoub "haurien estat massa durs [per] algú que no és realment un actor, ja que eren més complicats psicològicament".

### Filmació
Climax va ser rodada en 15 dies en una escola abandonada a París. Tot i que Noé va concebre una història bàsica, i va donar idees al repartiment sobre cap a on podien anar la història i els personatges, no va escriure cap línia, i va deixar que el repartiment improvisés el diàleg i la majoria de situacions davant la càmera; no hi havia assajos, i només s'havia planificat prèviament la premissa, els trets bàsics de la personalitat dels personatges i l'escena de la dansa inicial. Va afirmar que quan el repartiment li va demanar un guió perquè poguessin aprendre les seves línies, va respondre: "No, només vine al plató i fes el que vulguis, mai t'empenyo a fer res en contra de la teva voluntat i si teniu alguna idea, si us plau, digueu-me-la." Noé va donar diverses idees al repartiment, però va deixar que poguessin seguir-les o no: "Coneixia l'inici i el punt final, però no coneixia el que passava entre mig. Per exemple, inicialment vaig pensar que el personatge de Sofia Boutella, Selva, acabaria amb un noi, després vaig pensar que potser podria ser una noia. Quan vaig conèixer la ballarina russa i li vaig preguntar a la Sofia si li importava acabar amb ella, no li va importar... així que tot va ser força orgànic. Llavors no sabia com acabaria la història del DJ... oh potser acaba amb el jove ballarí... Però tot es va rodar en ordre cronològic, la qual cosa manté la porta oberta a qualsevol tipus de reescriptura". Va afirmar que "L'estat d'ànim al plató era tan alegre i amable. La gent no s'emborratxava. Els vaig preguntar què us agradaria fer a la pel·lícula? Com voldríeu sorprendre a un públic? Mai els demanaria que fessin, allò que no els agradés fer. Digues-me a qui vols besar? Amb qui et vols barallar? A qui vols insultar? I li preguntaria a l'altra persona, li importa si aquesta persona vol fer això o allò. I, per descomptat, la persona recíproca era benvinguda a [proposar] qualsevol cosa."
Després de l'escena d'obertura i les cintes de l'audició, la trama de la pel·lícula comença amb una presa llarga que dura més de 12 minuts, amb els primers cinc minuts que consisteixen en una dansa totalment coreografiada pel repartiment. La coreografia tampoc s'havia assajat abans del rodatge, amb el repartiment millorant el ball i fent-hi afegits a cada presa, amb l'ajuda de McNeely i la resta de la tripulació. Finalment van filmar setze preses, sent la quinzena la utilitzada a la pel·lícula; Noé va afirmar que les dues darreres preses eren les úniques prou bones per ser utilitzades. Una altra presa llarga central de la pel·lícula dura més de 42 minuts, gairebé la meitat del temps d'execució de la pel·lícula; Noé va declarar que "estava operant la càmera, però no tenia ni idea de com anava a enquadrar les escenes fins immediatament abans d'estar al plató. Especialment volia que la segona meitat de la pel·lícula fos una master shot continu, però no tenia ni idea de com anava a ser."
Sobre el pla d'obertura, en què es veu a Lou cridant a la neu i els crèdits finals, Noé va declarar: "Miro [la pel·lícula com] un llibre i hi ha un pròleg, o al final un epíleg, una bibliografia, o una nota personal addicional. En el cas d'aquesta pel·lícula, la primera escena exagerada amb ella, plorant a la neu, no anava a ser així. Estava nevant a París i al segon dia, vaig pensar en aprofitar el temps. Vam agafar un dron i vam filmar la noia a la neu des de sota. No sabia com podria usar aquestes imatges. Més tard a la pel·lícula, quan obren la porta, vaig pensar que podria encaixar amb el metratge anterior, si fessim neu fora i fes que semblés que estaven tancats. Així que vaig aconseguir unes màquines de neu per recrear-ho tot. Quan la gent va esmentar que hi havia alguna referència a The Shining, no era en absolut això. Em va agradar la idea de desfer-se dels crèdits al començament de la pel·lícula. Odio els crèdits finals. M'agraden les pel·lícules dels anys 40, dels 50 quan acabaven bruscament. Per tant, sabia com volia acabar la pel·lícula. Vaig trobar com una icona satànica que pogués posar abans que comencés la pel·lícula. Com un presagi, alguna cosa es tornarà dolenta, hi hauria un gran drama, que el món es tornarà l'infern."
No hi havia un final clar en ment mentre els actors improvisaven. Segons Noé, l'única directiva narrativa que es va donar al repartiment sobre el final de la història va ser que "els més fràgils moririen al final! Només els forts sobreviuen". Les cintes d'entrevistes presentades al principi de la pel·lícula no estaven planejades originalment, però el productor executiu de Noé va suggerir que el repartiment hauria d'haver parlat més a la pel·lícula, i va tenir la idea d'entrevistar-los per a possibles imatges addicionals per al llançament dels mitjans de comunicació casolans; finalment es va afegir a la pel·lícula. Aquestes escenes també van ser completament improvisades.
Tot i que també havia presentat drogues en pel·lícules anteriors, Noé va decidir tenir un enfocament diferent a Climax: "No volia fer cap efecte visual o sonor per reproduir la sensació que tens quan estàs drogat. Vaig pensar que seria divertit fer-ho d'una altra manera, com rodar a un estil quasi documental amb talls llargs, veient com es viuen els efectes de les drogues i l'alcohol, com es veu des de fora tots els espectacles i no com se sent". També va deixar el repartiment lliure perquè els seus personatges reaccionessin a l'LSD de la manera que preferissin, ja que la gent hi pot reaccionar de manera molt diferent a la vida real: "Tots tenien moltes ganes d'arribar a la segona part del rodatge, amb les drogues i tot es va tornar boig. Els vaig mostrar tots aquests vídeos amb LSD, bolets, crack, el que fos, després, vaig preguntar a cadascú com voldria retratar la seva pròpia bogeria."

### Música
La banda sonora inclou música de Daft Punk, Aphex Twin, Giorgio Moroder, Soft Cell, Dopplereffekt, Cerrone i Chris Carter entre d'altres, així com una cançó original de Thomas Bangalter de Daft Punk, que anteriorment va compondre la partitura de Irréversible de Noé.

### Marketing
El film és anunciat amb el nom Psyché per Le temps détruit tout el 23 de febrer de 2018. Esperat en selecció oficial o en sessió de mitjanit per al Festival de Cannes, serà l'anunci sorpresa de la Quinzena dels realitzadors. El film és rodat en el més gran secret en quinze dies.
A l'abril, el logo del film és descobert. Mostra el títol del film envoltat d'un marc, acolorit amb els colors de la bandera francesa (en referència a la bandera anunciada al mur de la sala de dansa, al film)
El tràiler del film, presentat el dia de la seva difusió a la Quinzena dels Directors, té un molt gran nombre de referències musicals, des de Giorgio Moroder a Daft Punk, passant per Aphex Twin (la música del tràiler és Supernature de Cerrone, la música utilitzada en el moment de l'escena de coreografia, al començament del film).

## Premis i nominacions

### Premis
- Festival internacional de cinema fantàstic de Neuchâtel 2018 : Premi H. R. Giger Narcisse al millor film i Méliès al millor llargmetratge europeu.[12]
- Festival internacional de cinema de Catalunya 2018 : Premi del millor film.[13]

### Seleccions
- Festival de Cannes 2018 : selecció a la Quinzena dels realitzadors.
- L'Ėtrange Festival 2018 : selecció en lavsecció Mondovision.
- Festival europeu de cinema fantàstic d'Estrasburg 2018 : selecció en la secció Competició fantàstica

## Rebuda
En l'estrena, el lloc AlloCiné recull una mitjana de les crítiques de premsa de 3,5/5, i dels crítics espectadors a 3,6/5.
Per a Guillemette Odicino de Télérama, « Fascinat per les pulsions juvenils de vida i mort, el cineasta signa un ovni romantico-gore esbalaint. […] aquest espai tancat tant impressionant com traumatitzant podria ben bé ser el millor film de Gaspar Noé.
Per a Thomas Sotinel del Le Monde, « Portant una mirada, si no lúcida, almenys no intoxicada, sobre Climax, es trobarà el virtuosisme natural de Noé, que sap fer lliscar la càmera d'espai en espai, com si fos un organisme viu, que sap exigir-ho tot als seus actors i la vacuïtat en la qual aquest talent es mou.
Per a Corentin Lê de CinéSéries, Gaspar Noé lliura una síntesi del seu cinema suant un discurs d'amor-odi sobre una França en crisi.
Per a Marcos Uzal de Libération, en aquest preàmbul, tot és diu ràpidament, cosa encertada— una atenció prou nova de Noé cap als seus actors —, a continuació ràpidament ho amargarà: el pes paquidèrmic de les referències i de les intencions. […] La pretesa radicalitat de Noé que consisteix finalment a treure tota emoció i envit al seu film per reduir-ho a un dispositiu escènic repetitiu duplicat d'una aposta tècnica molt pesada.